# Thalamitoides
Thalamitoides is een geslacht van kreeftachtigen uit de klasse van de Malacostraca (hogere kreeftachtigen).

## Soorten
- Thalamitoides quadridens A. Milne-Edwards, 1869
- Thalamitoides spinigera Nobili, 1906